# Tribunal Constitucional (Portugal)
El Tribunal Constitucional es el tribunal supremo del poder judicial de Portugal y el único tribunal portugués cuyas decisiones son definitivas e inapelables.
Con sede en Lisboa, el Tribunal Constitucional ejerce su jurisdicción sobre todo el ordenamiento jurídico portugués, y sus decisiones son vinculantes para todas las entidades públicas y privadas y prevalecen sobre las de otros tribunales y cualquier otra autoridad.
Como órgano constitucional, fue creado por la revisión de 1982 de la constitución portuguesa, tras la disolución del Consejo de la Revolución. Su principal competencia es el examen de la constitucionalidad de las leyes y decretos-leyes, así como su interpretación conforme a la constitución. También es el máximo tribunal en materia de controversias electorales y tiene a su cargo la inspección de los partidos políticos y los cargos políticos.